# جولیا کارلسون
جولیا کارلسون (انگلیسی: Julia Carlsson؛ زادهٔ ۸ آوریل ۱۹۷۵) بازیکن فوتبال اهل سوئد است.
وی همچنین در تیم ملی فوتبال زنان سوئد بازی کرده‌است.